# Retículo endoplasmático liso
El retículo endoplasmático liso (REL) es un orgánulo celular que consiste en un entramado de túbulos de membrana  interconectados entre sí y que se continúan con las cisternas del
retículo endoplasmático.

A diferencia del retículo endoplasmático rugoso, no tiene ribosomas asociados a sus membranas (de ahí el nombre de liso) y, en consecuencia, la mayoría de las proteínas que contiene son sintetizadas en el retículo endoplasmático rugoso. Es abundante en aquellas células implicadas en el metabolismo de lípidos, la desintoxicación y el almacenamiento de calcio.
Participa en el transporte celular, en la síntesis de lípidos —triglicéridos, fosfolípidos para la membrana plasmática, esteroides, en la depuración —gracias a enzimas que metabolizan el alcohol y otras sustancias químicas— en la glucogenólisis —proceso imprescindible para mantener los niveles de glucosa adecuados en sangre—, y actúa como reservorio de calcio.

## Estructura
El retículo endoplasmático liso carece de ribosomas y está formado por una red de túbulos ramificados.

## Función
A diferencia del retículo endoplasmático rugoso, éste no tiene ribosomas, por lo que se encarga de la fabricación de lípidos (grasas) y carbohidratos (glucosa) también se encarga de transportar sustancias dentro de la misma célula.

### Síntesis de lípidos
Las membranas del retículo endoplasmático liso producen la mayoría de los lípidos requeridos para la elaboración de las nuevas membranas de la célula, incluyendo glicerofosfolípidos y colesterol. Gran parte de la síntesis de los esfingolípidos se lleva a cabo en el aparato de Golgi, pero su estructura básica, la ceramida, se sintetiza también en el retículo. En realidad, en las membranas del retículo no se realizan todos los pasos de la síntesis de los lípidos de las membranas. Los ácidos grasos se sintetizan en el citosol y son insertados posteriormente en las membranas del retículo endoplasmático liso donde son transformados en glicerofosfolípidos.
Esta síntesis la realizan proteínas de membrana que tienen sus centros activos orientados hacia el citosol y, por tanto, los lípidos estarán inicialmente en la hemicapa citosólica de la membrana. Como el cambio pasivo de los lípidos entre hemicapas, o movimiento flip-flop, es difícil por el ambiente hidrófobo de las cadenas de ácidos grasos de la membrana, para que algunos de ellos lleguen a la hemicapa interna desde la externa se requiere la existencia de transportadores de lípidos.
Hay varios tipos de transportadores de lípidos entre las dos hemicapas de la membrana que se distribuyen por los diferentes compartimentos membranosos, incluida la membrana plasmática. Unos están especializados en transportar desde la hemicapa citosólica hasta la extracelular (el espacio interno de los orgánulos se puede considerar como extracelular), mientras que otros lo hacen en sentido contrario. A éstas se las denomina flipasas y flopasas, respectivamente, y consumen energía. Hay otras denominadas "mezcladoras" (scramblases en inglés) que transportan lípidos en ambas direcciones. En consecuencia, la asimetría se establece a lo largo de la vía vesicular y las características de esta asimetría depende de las proteínas transportadoras que posean. También contribuyen a la asimetría los azúcares que formarán los glucolípidos y que se ensamblan en el interior del retículo y del aparato de Golgi, y no serán expuestos al citosol. Por tanto, la localización asimétrica de lípidos en las membranas no depende de la síntesis inicial en el retículo endoplasmático.
El colesterol es otro importante componente de las membranas, sobre todo de la plasmática, que se sintetiza mayoritariamente en el retículo endoplasmático liso. Desde aquí es transportado por la vía vesicular o por transportadores proteicos solubles. Por ejemplo, las levaduras, que poseen ergosterol en sus membranas en vez de colesterol, usan vías no vesiculares para transportar el ergosterol desde el retículo hasta la membrana plasmática. Estos transportadores son diversos y sus movimientos son independientes de ATP.
Las mitocondrias y los peroxisomas no forman parte de la ruta vesicular por lo que sus lípidos de membrana deben ser importados. Para ello, utilizan los transportadores de lípidos. Por ejemplo, para los glicerofosfolípidos existen unas proteínas solubles llamadas intercambiadoras de glicerofosfolípidos que tienen la habilidad de transportarlos a través del citosol. Los toman en la membrana del retículo endoplasmático liso y los sueltan en las de estos orgánulos. En las células de los tejidos fotosintéticos son los cloroplastos los encargados de sintetizar sus propios glicerofosfolípidos y glucolípidos.
En el retículo endoplasmático liso también se sintetizan lípidos como los triacilgliceroles que serán almacenados en el propio retículo. Este proceso es muy activo en los adipocitos, células que almacenan grasa, con dos funciones: reserva alimenticia y aislamiento térmico. También es el principal responsable de la síntesis de la parte lipídica de las lipoproteínas, de la producción de hormonas esteroideas y de ácidos biliares.

### Depuración y glucogenólisis
La depuración consiste en la transformación de metabolitos y drogas como barbitúricos o etanol en compuestos hidrosolubles que puedan ser excretados por orina. La depuración tiene lugar gracias a una serie de enzimas oxigenasas, entre las que se encuentra la citocromo P450,  que dada su inespecificidad son capaces de depurar miles de compuestos hidrófobos transformándolos en hidrófilos, más fáciles de excretar; llevan a cabo reacciones de hidroxilación (unión de grupos hidroxilos a una molécula orgánica), lo cual incrementa la solubilidad de los compuestos extraños y facilita su transporte fuera de la célula y del cuerpo del organismo.
Además el REL está involucrado en el proceso de glucogenólisis, la ruptura del glucógeno para liberar glucosa. La glucogenólisis, tiene lugar en el citosol, donde los gránulos de glucógeno se encuentran en íntima relación con el REL. La glucosa 6-fosfato (glucosa 6-P), el producto de degradación del glucógeno, no puede atravesar la membrana plasmática celular; para ello, es convertida por la glucosa-6-fosfatasa (enzima situada en la membranas del retículo endoplasmático liso) que cataliza la hidrólisis del grupo fosfato, permitiendo así que la glucosa atraviese la membrana celular hacia el torrente circulatorio. Es un proceso imprescindible para mantener los niveles de glucosa adecuados en sangre.
Depuración: Es un proceso que se lleva a cabo principalmente en las células del hígado y que consiste en la inactivación de productos tóxicos como drogas, medicamentos o los propios productos del metabolismo celular, por ser liposolubles (hepatocitos).
Glucosilación: Son reacciones de transferencia de un oligosacárido a las proteínas sintetizadas. Se realiza en la membrana del retículo endoplasmático. De este modo, la proteína sintetizada se transforma en una proteína periférica externa del glucocálix.
Movilización de glucosa: Cuando existe necesidad de glucosa en el organismo entre las comidas o durante el ejercicio muscular, las reservas hepáticas de este monosacárido almacenadas como inclusiones de glucógeno son movilizadas hacia la sangre:::

### Desfosforilación de la glucosa-6-fosfato
La glucosa se suele almacenar en forma de glucógeno, fundamentalmente en el hígado. Este órgano es el principal encargado de aportar glucosa a la sangre, gracias a la regulación llevada a cabo por las hormonas glucagón e insulina. La degradación del glucógeno produce glucosa-6-fosfato que no puede atravesar las membranas y por tanto no puede abandonar las células. La glucosa-6-fosfatasa se encarga de eliminar ese residuo fosfato, permitiendo que la glucosa sea transportada al exterior celular.
Almacenamiento de la Glucosa-6-fosfatasa: es una proteína integral del retículo endoplasmático y que está ausente en otras células que almacenan glucógeno. Solo la encontramos en los REL del Hígado.

### Reservorio intracelular de calcio (Ca2+)
El REL en las células musculares, en las que toma el nombre de retículo sarcoplásmico (RS), adopta una conformación muy especializada que se relaciona con los sarcómeros y los túbulos T, y actúan como reservorio de iones calcio (Ca2+). Si una motoneurona recibe un impulso nervioso, este desencadena la liberación de acetilcolina en la placa neuromuscular. La unión de la acetilcolina con sus receptores de la célula muscular conduce a la despolarización de la membrana y la consecuente liberación de los iones calcio almacenados en el retículo sarcoplásmico hacia el citosol. Estos iones de Ca2+ citosólicos ponen en marcha la contracción muscular. Cuando se termina el potencial de acción, los iones de calcio dejan de ser liberados y son transportados activamente al RS (transporte mediado por la acción de una bomba de calcio situada en la membrana del RS) produciéndose la miorrelajación.
Almacenamiento y liberación de calcio: en el músculo estriado se necesita calcio para producir la contracción muscular. En este tipo de células recibe el nombre de Retículo Sarcoplásmico (RS).